# PGC 213628
LEDA/PGC 213628 ist eine Galaxie im Sternbild Löwe an der Ekliptik. Sie ist schätzungsweise 282 Millionen Lichtjahre von der Milchstraße entfernt. Im selben Himmelsareal befinden sich u. a. die Galaxien NGC 2984, IC 552, IC 557.